# 柔毛毛壳蟹
柔毛毛壳蟹（学名：Pilodius pubescens）为扇蟹科毛壳蟹属的动物。分布于菲律宾、苏禄海、新喀里多尼亚以及中国大陆的西沙群岛等地，生活环境为海水，常栖息于珊瑚礁丛中。